# Martiago
Martiago – gmina w Hiszpanii, w prowincji Salamanka, w Kastylii i León, o powierzchni 47,36 km². W 2011 roku gmina liczyła 316 mieszkańców.